# Abba Achimeir
Abba Achimeir, właśc. Abba Saul ben Izaak Gejsinowicz (ur. 2 listopada 1897 w Dołgach, zm. 6 czerwca 1962 w Tel Awiwie) – żydowski dziennikarz, historyk i polityk. Jeden z ideologów syjonizmu rewizjonistycznego oraz współzałożyciel i działacz radykalnej organizacji rewizjonistycznej Brit ha-Birjonim.

## Życiorys

### Dzieciństwo i młodość
Abba urodził się w 1897 roku we wsi Dołgi, niedaleko miejscowości Bobrujsk w Imperium Rosyjskim (obecnie terytorium Białorusi). Urodził się w rodzinie żydowskiej jako Abba Saul Gejsinowicz. Od najmłodszych lat był zaangażowany w działalność ruchu syjonistycznego. Uprosił swoich rodziców, by wysłali go do szkoły do Ziemi Izraela. Dzięki temu w 1912 roku wyjechał do Palestyny, będącej wówczas pod panowaniem Imperium Osmańskiego. Uczył się w Gimnazjum Herzlija w Tel Awiwie. Gdy w 1914 roku pojechał na wakacje do rodziny do Rosji, wybuchła I wojna światowa. Uniemożliwiło mu to powrót do Palestyny. Został w ten sposób zmuszony do kontynuowania nauki w Rosji. Zaangażował się w działalność ruchu syjonistycznego, i w 1917 roku wziął udział w konferencji syjonistycznej w Piotrogrodzie. Jako członek młodzieżowej organizacji syjonistycznej He-Chaluc przeszedł szkolenie rolnicze w miejscowości Batumi. Po zakończeniu wojny i Rewolucji październikowej, Abba rozpoczął w 1919 roku studia na Uniwersytecie Kijowskim. Jednak okrucieństwa komunistycznych rządów, których był świadkiem, spowodowały, że rok później wyjechał z Rosji. Zmienił wówczas swoje nazwisko na Achimeir (hebr. אב"א אחימאיר; pol. Brat Meira). Oddał w ten sposób cześć swojemu bratu Meirowi, który zginął w czasie pogromu. Kontynuował naukę na Uniwersytecie w Liège i Uniwersytecie Wiedeńskim, gdzie w 1924 roku zdobył stopień naukowy doktora filozofii. Praca doktorancka dotyczyła książki Oswalda Spenglera pod tytułem Zmierzch Zachodu (niem. Der Untergang des Abendlandes. Umrisse einer Morphologie der Weltgeschichte).

### Działalność w Palestynie
W 1924 roku wyjechał do Brytyjskiego Mandatu Palestyny. Przez pierwsze cztery lata był zaangażowany w działalność syjonizmu socjalistycznego. Został członkiem lewicowej partii politycznej Achdut ha-Awoda i syjonistycznej organizacji młodzieżowej Ha-Po’el ha-Ca’ir. Utrzymywał się z pracy jako bibliotekarz w kolonii Zichron Ja’akow, a następnie jako nauczyciel w moszawie Nahalal i kibucu Gewa. Swoje artykuły publikował w gazetach „Ha-Arec” i „Dawar”. Ujawnił wówczas po raz pierwszy swoją skłonność do głębokiej krytyki sytuacji w kraju, syjonizmu i ruchu robotniczego. Później skłonność ta stała się jego znakiem rozpoznawczym. Achimeir był pierwszym „rewolucyjnym syjonistą”, który wzywał do buntu przeciwko brytyjskim władzom mandatowym w Palestynie. Jego światopogląd sprowadzał współczesną sytuację polityczną do historii żydowskiej, szczególnie do okresu panowania rzymskiego. Często mówił o sobie i swoich przyjaciołach jako o żydowskich bojownikach walczących o wolność z Brytyjczykami. Brytyjskie władze administracyjne Palestyny nazywał nowoczesnym wcieleniem Cesarstwa rzymskiego. W 1928 roku związał się z Urim Grinbergiem i Jehoszu’ą Jejwinem, którzy prezentowali podobne krytyczne podejście do ideologii i polityki syjonizmu socjalistycznego. Razem założyli Rewizjonistyczny Blok Pracy. Szybko związał się z Ze’ewem Żabotyńskim i został jednym z liderów i głównych ideologów syjonizmu rewizjonistycznego. W tym czasie opublikował osiem artykułów w gazecie „Do’ar ha-Jom”, w których okazał rozwój swoich poglądów nacjonalistycznych.
Po arabskich zamieszkach z 1929 roku, utworzył podziemną żydowską organizację samoobrony Brit ha-Birjonim. Była to nacjonalistyczna, skrajnie rewizjonistyczna organizacja, która była przeciwna brytyjskiemu panowaniu w Palestynie. Achimeir okazał się najwybitniejszym pedagogiem obozu rewizjonistycznego. Stworzył silne więzi z młodzieżową organizacją Bejtar i rozwijał nacjonalistyczną i rewizjonistyczną ideologię syjonistyczną. W kilku artykułach i wypowiedziach z tego okresu jest widoczne, że sympatyzował z oraz posługiwał się terminologią włoskich faszystów. Achimeir żałował później okresu życia, w którym okazywał sympatię dla faszystów. Grupa zainicjowała szereg działań protestacyjnych przeciwko Brytyjczykom. Pierwszym wystąpieniem była demonstracja zorganizowana w dniu 9 października 1930 roku w Tel Awiwie przeciwko wizycie brytyjskiego podsekretarza stanu ds. kolonii Drummonda Shielsa. Była to pierwsza widoczna oznaka narastającego niezadowolenia żydowskiej społeczności w Palestynie. Była to pierwsza oznaka rodzącego się żydowskiego buntu przeciwko brytyjskim ograniczeniom osadnictwa i kolonizacji w Ziemi Izraela. Był to także pierwszy raz, kiedy Achimeir został aresztowany. Niektórzy widzą w tej organizacji pierwszą żydowską grupę, która podjęła zbrojną walkę przeciwko Brytyjczykom, kontynuowaną później przez Irgun i Lechi. W 1933 roku grupa Brit ha-Birjonim odwróciła się w swoich poglądach od nazistowskich Niemiec. Wynikało to z faktu wprowadzenia antysemickich ustaw. Achimeir wraz z grupą swoich współtowarzyszy wspiął się w maju tego roku na dachy niemieckich konsulatów w Jerozolimie i Jafie, zrywając z nich flagi państwowe ze swastyką. Zorganizowano także bojkot towarów niemieckich. Achimeir był zagorzałym przeciwnikiem porozumienia Ha’awara zawartego między Światową Organizacją Syjonistyczną a niemieckimi władzami w sprawie umożliwienia wyjazdu niemieckich Żydów. Był zdecydowanym krytykiem i przeciwnikiem Chaima Arlosoroffa, który był głównym negocjatorem z Niemcami. Gdy w czerwcu 1933 roku Arlosoroff został zamordowany na plaży w Tel Awiwie, brytyjskie władze mandatowe aresztowały Achimeira i jego przyjaciół. Achimeir został oczyszczony z zarzutów, jednak jego przyjaciele zostali skazani za podżeganie do morderstwa. Achimeir pozostał wówczas w więzieniu i przez cztery dni prowadził protestacyjny strajk głodowy. Został następnie skazany za zorganizowanie nielegalnej grupy konspiracyjnej i do sierpnia 1935 roku przebywał w więzieniu w Jerozolimie. Wyroki te położyły kres grupie Brit ha-Birjonim. W sierpniu 1935 roku wyszedł na wolność i udał się w podróż do Polski i Litwy. Odwiedzał lokalne grupy Bejtaru, w których mówił wykłady. Gromadził także przemyślenia i pisał liczne artykuły. Po powrocie do Palestyny, pod koniec 1937 roku opublikował kilka ostrych rewizjonistycznych artykułów w gazecie Hajarden. Doprowadziło to do kolejnego aresztowania i skazania na trzy miesiące więzienia w Akce.
Po proklamacji niepodległości Izraela w 1948 roku, Achimeir został członkiem rady redakcyjnej gazety partyjnej prawicowej partii politycznej Herut. Był także członkiem rady redakcyjnej Encyclopaedia Hebraica, w której publikował ważne artykuły naukowe z dziedziny historii i literatury rosyjskiej pod inicjałami A.Ah. Zmarł na zawał mięśnia sercowego w dniu 6 czerwca 1962 roku w Tel Awiwie.
Został pochowany na cmentarzu Nachalat Jicchak.

## Znaczenie
Poglądy głoszone przez Achimeira miały głęboki wpływ na kształtowanie się ideologii całego ruchu syjonizmu rewizjonistycznego. Szczególnie silny wpływ wywarł na organizacje paramilitarne Irgun i Lehi, które później rozpoczęły wojnę partyzancką przeciwko Brytyjczykom.